# Manuel Bernardo Aguirre
Manuel Bernardo Aguirre Samaniego (Baborigame, Chihuahua; 20 de agosto de 1908 - Baborigame, 4 de abril de 1999) fue un político mexicano, miembro del Partido Revolucionario Institucional.
Fue diputado federal, senador por Chihuahua y presidente municipal de Chihuahua. En 1970 fue nombrado por el presidente Gustavo Díaz Ordaz como secretario de Agricultura y Ganadería y fue ratificado por Luis Echeverría Álvarez, cargo que ocupó hasta 1973. En 1974 fue postulado por el PRI como candidato a gobernador de Chihuahua, cargo que ocupó entre 1974 y 1980.